# Kaede Ōse
Kaede Ōse ou Ose, Oose, Ohse, Ouse (大瀬楓, Ōse Kaede), est une ex-chanteuse et idole japonaise née le 29 avril 1991, ex-membre du groupe féminin de J-pop THE Possible. Elle débute en 2004 au sein du Hello! Project, sélectionnée avec le Hello Pro Egg. Elle forme le groupe Tomoiki Ki wo Uetai en 2005, qu'elle quitte en 2006 pour former THE Possible. Elle est "graduée" du H!P en 2007 lors du transfert de son groupe sur le nouveau label TNX de son producteur Tsunku, dans le cadre du Nice Girl Project!. Elle quitte le groupe en août 2009, après avoir enregistré avec lui deux albums et douze singles.

## Liens
- (ja) Fiche officielle avec THE Possible